# 矛嘴蜂鸟属
矛嘴蜂鸟属（学名：Doryfera）为蜂鸟科的一个属。

## 下属物种
本属包括以下物种：
- 绿额矛嘴蜂鸟 Doryfera ludovicae (Bourcier & Mulsant, 1847)
- 蓝额矛嘴蜂鸟 Doryfera johannae (Bourcier, 1847)